# 올렉산드르 카라바예우
올렉산드르 올렉산드로비치 카라바예우(우크라이나어: Олекса́ндр Олекса́ндрович Карава́єв, Oleksandr Oleksandrovych Karavayev, 1992년 6월 2일 ~ )는 우크라이나의 축구 선수로 현재 디나모 키이우에서 미드필더로 활약하고 있다.
우크라이나 각 연력대별 대표팀을 거친 뒤 2015년 우크라이나 축구 국가대표팀에도 소집되었으며 UEFA 유로 2016 최종 엔트리에 발탁되기도 하였다.